# トラストバンク
株式会社トラストバンクは、東京都渋谷区に本社をおくIT企業。ふるさと納税事業、パブリテック事業、地域通貨事業、エネルギー事業など、地方創生に関わる様々な事業を展開している。
社名の由来は「信頼（Trust）を貯める（Bank）」から。
2012年4月に須永珠代によって設立され、同年9月には国内初となる全国の自治体情報を集約したポータルサイトとしてふるさとチョイスを開設。
2018年11月に東証プライム上場企業「株式会社チェンジ」の子会社になる。

## 概要
「自立した持続可能な地域をつくる」をビジョンに据え、2023年4月現在で、ふるさと納税事業（個人版）、 ふるさと納税事業（企業版）、パブリテック事業、地域通貨事業、エネルギー事業、教育事業、海外寄附サービスを展開している。

## 沿革[4]
- 2012年4月　 トラストバンク設立
- 2012年9月　 国内最大のふるさと納税総合サイトへと発展する「ふるさとチョイス」がオープン
- 2013年9月　 ふるさと納税を活用しクラウドファンディング型で寄付を募る「ガバメントクラウドファンディング®（GCF®）」の提供を開始
- 2014年1月　 自治体新任担当者に向けた「ふるさと納税全国セミナー」を初開催
- 2014年9月　 ふるさと納税を活用し、被災地支援の寄付を募る「ふるさとチョイス 災害支援」の提供を開始
- 2015年6月　 自治体担当者が集結し地域の課題解決などを話し合う「ふるさと納税全国サミット」を初開催
- 2015年9月　 全国の自治体が一堂に集結し、地域と寄付者をつなぐイベント「ふるさとチョイス大感謝祭」を初開催
- 2016年4月　 被災していない自治体が、被災自治体に代わりふるさと納税の寄付を受け付ける「代理寄付」の仕組みを開始
- 2016年5月　 全国初「ふるさと納税自動販売機（地域型）」を埼玉県深谷市に設置
- 2016年7月　 その場で相談・寄付ができる日本唯一のふるさと納税リアル店舗「ふるさとチョイスCafé」がオープン ※2021年2月末 一時閉店
- 2016年10月　ロボットによる山岳遭難救助コンテスト「Japan Innovation Challenge」協賛
- 2016年11月　ふるさと納税で地域活性に寄与している自治体を表彰するイベント「ふるさとチョイスアワード」を本格開催
- 2016年12月　都内初「ふるさと納税自動販売機（都市型）」を銀座一丁目駅構内に設置 ※2020年2月撤去
- 2017年7月　 全国約120 名の首長が参加の「ふるさと納税全国首長会議」を開催
- 2017年9月　 自治体ポイントが使える通販サイト「めいぶつチョイス」がオープン ※2020年10月末 サービス終了
- 2018年5月　 ふるさと納税のお礼の品として「電子感謝券」の提供を開始
- 2018年7月　 「ふるさとチョイス災害支援」で、災害時に即座で寄付受け付けを開始する仕組み「即時受付」を開始
- 2018年9月　 複数の自治体で共通の課題を提示し、資金調達をおこなう「広域連携ガバメントクラウドファンディング」を開始・自動継続寄付が可能な「ふるさとマンスリーサポーター」の提供を開始
- 2018年11月　企業や官公庁にＩＴ技術やデジタル人材育成サービスを提供する「株式会社チェンジ」の子会社となる
- 2019年1月　 エネルギーの地産地消を目指した「エネルギー事業」を開始・ICT技術を活用し、自治体業務の生産性の向上を促す「パブリテック事業」を開始
- 2019年4月　 外国籍・海外在住者が自治体へ寄付を行える英語版サイト「外国語寄付」がオープン
- 2019年5月　 地域内でお金が循環する仕組みづくりに取り組む「地域通貨事業」を開始・地域通貨プラットフォームサービス「chiica」の提供を開始
- 2019年9月　 卒FIT電力を好きな地域に寄付できるサイト「えねちょ」がオープン・LGWAN対応の国内初の自治体専用チャット「LoGoチャット」の提供を開始
- 2019年12月　「株式会社 LIFULL Social Funding」が提供する寄付サイト「LIFULLソーシャルファンディング」事業の受け入れ
- 2020年1月　 須永 珠代 代表取締役が会長兼ファウンダーに就任、川村 憲一 取締役が代表取締役に就任
- 2020年2月　 ブロックチェーン技術を開発する株式会社Orbを子会社化
- 2020年3月　 LGWAN対応の自治体専用WEBフォーム作成ツール「LoGoフォーム」の提供を開始
- 2020年4月　 自治体と企業のパートナーシップ構築機会をつくる「企業版ふるさと納税事業」を本格展開
- 2020年5月　 全国自治体職員の学び場「トラストバンクアカデミア」を開講・特別定額給付金を資金的支援を必要としている企業・団体へ届ける「コロナ給付金寄付プロジェクト」を開始
- 2021年11月　新型コロナで影響受けた地域の事業者や生産者支援を強化ウィズ・ポストコロナに向けた挑戦を応援する「Power of Choice project」を開始
- 2022年10月　民間企業による単独申請として休眠預金等活用法に基づく資金分配団体の公募＜通常枠＞に初めて採択
- 2022年12月　東京にいながら全国各地の新たな魅力を発見できる新店舗「逢うふるさとチョイス」を新宿マルイ アネックスにオープン

## 展開事業

### ふるさと納税事業
ふるさと納税総合サイト「ふるさとチョイス」、クラウドファンディング型でふるさと納税を募る「ガバメントクラウドファンディング®」、災害時にふるさと納税の寄付金を被災地に届ける「ふるさとチョイス災害支援」の3つのふるさと納税事業を柱に、全国の自治体を支援する。
- ガバメントクラウドファンディング

ガバメントクラウドファンディング (GCF) とは、トラストバンクが提供する、ふるさと納税のシステムを利用したクラウドファンディングの仕組みの名称である。
トラストバンクは、「ふるさとチョイス」を通して、ふるさと納税のシステムを利用し、ガバメントクラウドファンディングの仲介を行なっている。ガバメントクラウドファンディングは自治体が特定の目的のために出資を募るクラウドファンディングのことであり、いくつかの自治体ではこれを利用して出資を募り、災害支援や子育・教育支援等に役立てている。寄附の方法としてふるさと納税が利用されることで、寄附金の全額に寄附金控除が適用される。
自治体は出資金の用途を明確に提示し、出資者はその用途から寄附する自治体を選択することができる。その際、寄附は「ふるさと納税」のシステムを利用して行なわれる。これらの寄附金は、災害支援 や子育て・教育支援、文化財の保護、自然環境の維持、バリアフリー化 等の公共事業だけではなく、石原裕次郎の愛車の保存 など、文化的な活動にも使用される。また、複数自治体が共通の課題を解決するために使用される例もある。
政治家の野田聖子は、2017年に総務大臣として、「このように、出資金の用途が明確であることによって、寄附者にとっても寄附のし甲斐があり、自治体と寄附者の継続的な繋がりを維持することにも寄与する可能性がある」旨を表明している。このように、ガバメントクラウドファンディングという語は、当初トラストバンク内の制度の名称であったが、今や広く公的にも使われる言葉になりつつある。また、ガバメントクラウドファンディングの仕組みは、他社のクラウドファンディングサイトでも取り入れられるようになった。
ガバメントクラウドファンディングの問題点として、神戸大学大学院准教授・保田隆明は、「使途が明確であるがゆえに、そのユニークさやアピール力に依存する「人気投票」と化してしまう」可能性や、「それによって、本来使われるべきところにふるさと納税の財源が使われないといった問題が起こる可能性」を指摘している。
- 災害支援

2014年9月スタート。有事の際には全国1,788のすべての自治体に無償で提供する。2016年の熊本地震の際には18億円の寄付を募り、代理寄附のスキームを構築し、40以上の自治体が代理寄附自治体として被災自治体を支援。自治体から寄付受付のためのサイト利用手数料を一切とっていない。

### 企業版ふるさと納税事業
自治体と地域創生に関心を持つ企業とのパートナーシップ構築機会として企業版ふるさと納税を活用し、地域の課題解決を支援する。

### パブリテック事業
ICT技術を活用し、自治体業務の生産性の向上を促し、付加価値の高い住民サービスの実現を目指す自治体支援事業
- Logoチャット：行政のネットワーク環境「LGWAN」とインターネットで使える、国内初の自治体向けビジネスチャットサービス
- Logoフォーム：行政のネットワーク環境「LGWAN」上で、アンケートや申し込みの作成・集計ができる自治体専用WEBフォーム作成ツール

### 地域通貨事業
地域外へのお金の流出を抑え、地域内で循環する仕組みづくりに取り組んでいる
- chiica：実現したい事業や施策に合わせ、地域独自の地域通貨を設計できるプラットフォームサービス

### エネルギー事業
地域からの経済的域外流出を防ぐため、エネルギーの地産地消を目指している
- ふるさとエネルギーチョイス「えねちょ」：地域内でつくられた住宅用太陽発電設備の卒FIT電力を、地域へ寄付できるプラットフォームサービス

### 海外寄付サービス
自治体への寄付が英語でできる寄付サイトを運営し、ふるさと納税以外の寄付の間口を広げることで地域への新たな支援の方法を提供している。

## 子会社化等による事業強化
株式会社Orbの子会社化
2020年2月よりトラストバンクの子会社となった「株式会社Orb」は、ブロックチェーン関連技術を活用した決済ソリューション技術に強みを持っているため、両社の連携により、デジタル決済を活用した地域内の経済循環を拡大・加速させ、地域経済の活性化につなげている。
「LIFULLソーシャルファンディング」事業の受け入れ
「株式会社 LIFULL Social Funding」が提供する寄付サイト「LIFULLソーシャルファンディング」のサービス終了に伴い、2019年12月、当該事業を譲り受ける。「社会の課題解決」に向け、「ガバメントクラウドファンディング」の利用促進等をさらに強化し、地域を支援している。

## テレビ番組
- 日経スペシャル カンブリア宮殿 "ふるさと納税"ブームの仕掛人が登場！ 地方創生を図るITベンチャーの戦略と展望（2017年6月29日、テレビ東京）[23]

## 関連書籍
- 『1000億円のブームを生んだ考えぬく力』（著者:須永珠代）（2016年5月1日、日経BP社）ISBN 978-4-8222-3823-0